# جنیفر وکستون
جنیفر لین وکستون (متخلص به نام توسینی، ۲۷ مه ۱۹۶۸) یک وکیل و سیاستمدار آمریکایی است که از سال ۲۰۱۹ به عنوان نماینده ایالات متحده در حوزه دهم کنگره ویرجینیا خدمت کرده است این ناحیه در بخش بیرونی ویرجینیای شمالی است و شامل تمام شهرستان فاوکیر، شهرستان لودون، و شهرستان راپاهانوک، بخش‌هایی از شهرستان فیرفکس و شهرستان پرنس ویلیام، و شهرهای مستقل ماناساس و ماناساس پارک می‌شود.
وکستون، یک دموکرات است. او اهل لیزبورگ، ویرجینیا است. پدر و مادر او به ترتیب اقتصاددانان ارشد وزارت خزانه داری ایالات متحده و کمیسیون معاملات آتی کالا بودند.